# GIRL TALK/the SPEED STAR
『GIRL TALK / the SPEED STAR』（ガール・トーク / ザ・スピード・スター）は、日本の元女性歌手、安室奈美恵の単独名義では28作目のシングル。

## 解説
2004年第3弾・ダブルAサイドシングル。ダブルAサイドシングルは『SO CRAZY/Come』以来約1年ぶりとなった。CD＋DVD・CDの初となった2パターンでリリースされた。なお、エイベックスがCCCDの見直しを発表したため、本作より通常CDでの発売となった。
韓国でも同時リリースされた（CDのみのリリースであり、CD+DVDは未発売）。 
T.Kuraとmichico夫妻プロデュースによる「GIRL TALK」は、女性の友情をテーマにしており、ストリングスから始まる。歌詞には女性をテーマにしたドラマ『セックス・アンド・ザ・シティ』や映画「テルマ&ルイーズ」のワードが登場する。
MV撮影は、埼玉県にある清風亭で行われた。
CD+DVD盤に付属するDVDには「the SPEED STAR」のMVが収録された。こちらは曲・MV共にアルバム未収録。
2曲共に自身が出演したマンダム「LUCIDO-L」シリーズのCMソング。
オリコン調べによると、『Wishing On The Same Star』以来、6作ぶりのトップ3入りとなった初登場2位を記録した。デイリーチャートでは1位を記録している。
翌年2005年2月3日にタイ・バンコクでスマトラ島沖地震の復興支援を目的として開催された「MTV Asia Aid」に日本代表パフォーミングアーティストとして出演し、「GIRL TALK」を披露した。
2007年に日本人歌手ELMIOによるカバー・プロジェクトLumiereがアルバム『Diary 〜フツウの一日〜』で「GIRL TALK」をカバーしている。

## 収録曲

### CD
1. GIRL TALK
作詞・作曲：T.Kura, michico
編曲：T.Kura
マンダム「LUCIDO-L プリズムマジックヘアカラー」CMソング
2. the SPEED STAR
作詞：AKIRA
作曲：MONK
編曲：AKIRA
マンダム「LUCIDO-L クリアグロススプレー」CMソング
3. GIRL TALK (Instrumental)
4. the SPEED STAR (Instrumental）

### DVD
1. the SPEED STAR (VIDEO CLIP)
監督：UGICHIN

## 楽曲の収録アルバム・PV集
GIRL TALK
- 7thアルバム『Queen of Hip-Pop』
- ベスト・アルバム『BEST FICTION』
- ベスト・アルバム『Finally』
楽曲をニューレコーディングで収録。
- DVD『FILMOGRAPHY 2001-2005』